# 674 Rachele
674 Rachele eller 1908 EP är en asteroid i huvudbältet, som upptäcktes 28 oktober 1908 av den tyske astronomen Karl Wilhelm Lorenz i Heidelberg. Emilio Bianchi namngav asteroiden efter sin fru.
Asteroiden har en diameter på ungefär 96 kilometer.